# Jaap Blom
Jakob (Jaap) Blom (Oud-Beijerland, 23 september 1898 – 's-Gravenhage, 26 mei 1966) was een Nederlands vakbondsbestuurder en politicus.

## Levensloop
Blom was de zoon van koopvaardijkapitein Elias Blom en zijn vrouw Johanna Jacoba Leijendekkers, allebei uit Oud-Beijerland. Hij trouwde met E.G. Bogas, met wie hij een zoon zou krijgen. Blom is opgeleid tot belastingambtenaar, en werd actief binnen de Nederlandsche Bond van Personeel in Overheidsdienst en later bij de grote socialistische ambtenarenbond Algemene Bond van Ambtenaren (ABVA), waarvan hij van 1947 tot 1950 secretaris was binnen het eerste bestuur na de fusie tussen NBPO en de Algemene Ambtenarenbond. Hij werd lid van het bondsbestuur van het Nederlands Verbond van Vakverenigingen (NVV), in 1949 werd hij waarnemend voorzitter van de ABVA en van 1950 tot 1958 was hij voorzitter. In die periode was hij ook plaatsvervangend lid van de Sociaal-Economische Raad.
In 1952 werd Blom namens de Partij van de Arbeid in de Tweede Kamer der Staten-Generaal gekozen. Daar ontwikkelde hij zich tot een invloedrijk woordvoerder op het gebied van personeelszaken overheid en defensie. Hij zette zich onder meer in voor de rechtsbijstand van dienstplichtigen, voor een welvaartsvast ambtenarenpensioen en hield zich tevens bezig met de civiele verdediging.
Blom was lid van de Staatscommissie van advies inzake de status van de ambtenaren (namens de ABVA) en de Defensiecommissie, waarvan hij van 1963 tot 1966 ook voorzitter was. Hij was lid van de Huishoudelijke Commissie van de Tweede Kamer der Staten-Generaal (1959-1966) en van de Commissie van Voorbereiding voor de nota "De zaak-Van der Putten". Hij was voorzitter van de Vaste Tweede Kamercommissie voor Ambtenarenzaken en Pensioenen (1956-1966), de Vaste Tweede Kamercommissie voor Bescherming Bevolking (1959-1961) en de Bijzondere Tweede Kamercommissie voor het wetsontwerp 'Verhaalswet ongevallen ambtenaren' (1964-1965). In 1966 eindigde het Kamerlidmaatschap van Blom.
In 1956 werd Blom ter gelegenheid van het 50-jarig bestaan van het NVV benoemd tot Officier in de Orde van Oranje-Nassau, en in 1963 werd hij benoemd tot Ridder in de Orde van de Nederlandse Leeuw.
- Biografisch Portaal: 20610163
- Parlement.com: vg09lky7gjys